# Platymiscium filipes
Platymiscium filipes är en ärtväxtart som beskrevs av George Bentham. Platymiscium filipes ingår i släktet Platymiscium och familjen ärtväxter. Inga underarter finns listade i Catalogue of Life.

## Bildgalleri